# Kakau (ägyptische Mythologie)
Kakau ist eine seit dem Mittleren Reich belegte altägyptische Gottheit. In der griechisch-römischen Zeit wird Kakau ikonografisch als stehender Stier dargestellt; wahlweise auf einem Sockel.
Kakau vertrat hauptsächlich in seiner Erscheinungsform die Götter Geb, Amun, Amun-Re, Min und Month. In der ägyptischen Mythologie war der König (Pharao) das lebende Abbild des Kakau. Im ägyptischen Totenbuch, das am Anfang des Neuen Reiches entstand, war Kakau eine der sieben göttlichen Kühe.
Im Turiner Königspapyrus, der Königsliste von Abydos und der Königsliste von Sakkara wird König Nebre (2. Dynastie) mit dem Namen Kakau geführt.